# 吸血鬼戰鬥機
吸血鬼式噴射戰鬥機（de Havilland Vampire）是英國皇家空軍在二戰中製造的第二款噴射戰鬥機（第一款是流星戰鬥機）。值得注意的是，它是世界上第一款在航空母艦上著陸的噴射戰鬥機。其擁有多種衍生型號，包括戰鬥轟炸機和夜間戰鬥機。它除了供英國皇家空軍、皇家海軍航空兵使用外，還出口到多個國家。

## 歷史
該機的研發開始於1942年（爲了利用H-1噴射戰鬥機的一些成果）其首飛在本·哈維蘭的指揮下，在1943年9月20日進行。第一批該種戰機的訂單在1944年5月13日簽訂，生產則在1945年4月開始。因為生產開始得太晚，使得它與二戰無緣。它的一個顯著特徵是擁有加壓的駕駛艙（註：加壓艙從第51號機開始才有。）
1945年12月3日，該機（海軍吸血鬼型）成功在航母上完成了起降。其後，英軍訂購了30架海軍吸血鬼。
曾經有過計劃在海軍吸血鬼的機身上安裝混凝土製作的機腹，但很快這個計劃就被證明太過瘋狂。

## 設計
吸血鬼戰鬥機安裝了一台英國哈弗德公司生產的H-1型噴氣發動機。駕駛艙和蚊式一樣是木質結構的。機頭下安裝了4挺20mm機炮。駕駛艙和發動機都安裝在中央短艙。發動機的進氣口則開在左右機翼的根部夾層中。這樣的設計使得該機的進氣口和噴氣口都變得很短，使得推力的損失減到最小。

## 服役

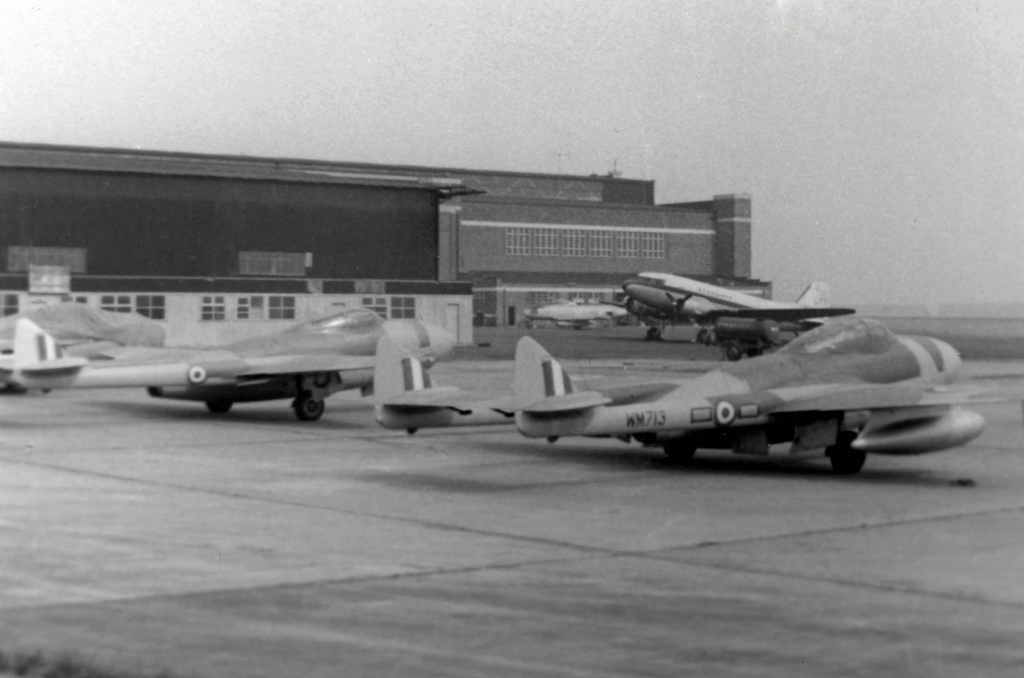
皇家空軍25大隊的吸血鬼戰鬥機，攝於1954年

### 英国
吸血鬼戰鬥機雖然錯過了二戰，但是仍然在皇家空軍中作為一線戰鬥機到1955年，并繼續使用到1966年才退役。
1950年12月，吸血鬼FB.Mk.V曾經用於攻擊馬來半島遊擊隊。1954年，吸血鬼FB.Mk.IX曾經用於鎮壓肯尼亚茅茅起義。

### 瑞士
瑞士于1946年购入三架“吸血鬼”F.1进行评估，当年因损失又补充一架，1947年评估完成后，订购75架“吸血鬼”FB.6，于1949~50年交付，1949年购买生产许可证在本国制造100架FB.6，于1951~52年交付。1960年用多余组件组装了3架FB.6，1951年从德哈维兰公司租借一架“吸血鬼”NF.10原型机用于评估，1951年从德哈维兰购买3架份早期批次T.11教练机的散件组装成机，1959年埃门又制造了30架T.55教练机，1967年购入9架皇家空军的二手T.11，并升级成T.55。其后，瑞士空军的吸血鬼逐渐被其他型战斗机所接替，吸血鬼战斗机被改装做其他用途。最终，55架单座型和30架双座型最终在1990年正式退役，退役的战斗机被私人收藏家及收藏机构收藏，并用于各类展览与表演活动中。

### 加拿大
加拿大皇家空軍在1948年1月17日首次使用吸血鬼戰鬥機。在1951年它們被軍刀式戰鬥機取代之前，一直都是加拿大皇家空軍的一線戰鬥機。在此之後，它們就作為訓練飛機來使用直到退役。

### 埃及
在1954年埃及從意大利和英國那裡取得了49架吸血鬼戰鬥機（戰鬥轟炸機型）。在1955年又訂購了12架教練機型，并于當年的6月開始交付。在蘇伊士運河危機中，與以色列交戰過程中損失了3架。

## 型號

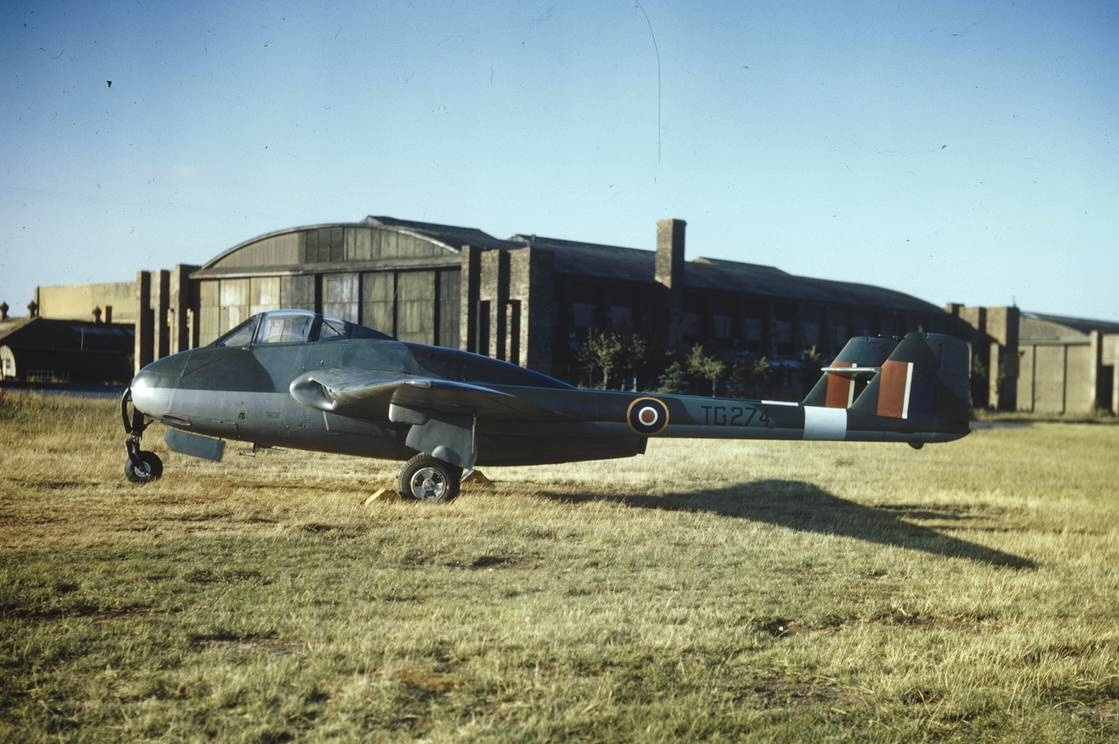
第一架吸血鬼戰鬥機

### F.Mk.I
最先投入生產的型號（截擊機），安裝4門西斯潘諾機炮，垂尾改為梯形。從101號機開始機艙改為水滴形。

### F.Mk.III
機內油箱容積增大到1482升，並可以外掛2個910升副油箱。

### FB.Mk.V
于1948年試飛，1949年服役。翼展縮短0.61m。曾經部署在印度、中東、遠東和英國本土。

### Mk.VI
由一台3350磅的戈賓3噴氣發動機驅動，最大速度可達882千米/時。實用升限為42800英尺。最大航程1220英里。可攜帶8枚60磅火箭彈或兩枚1000磅炸彈或是副油箱。

### FB．MK．Ⅸ
裝有空調的熱帶用戰鬥轟炸機。1952年1月服役。

### NF．MK．X
夜間戰鬥機型。代號DH.113。機頭內安裝了雷達設備。使用丑妖3發動機。因為不被允許外銷給埃及等國家，因此只能由英國空軍使用。

### T．MK．22
雙座教練機型號。

### 海軍吸血鬼
海軍用型號。

## 成就

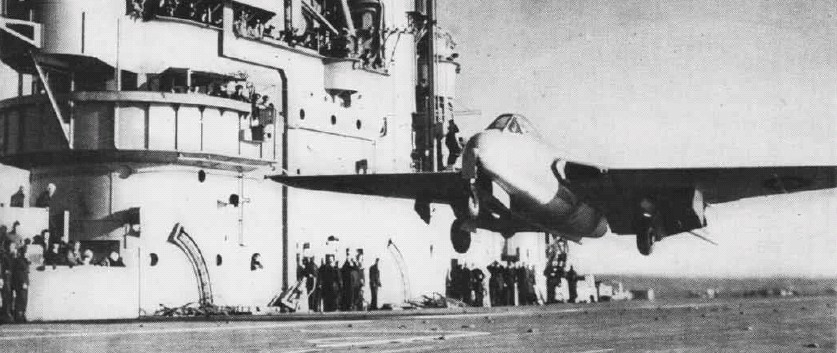
人類首次在航母上起降的噴氣式戰鬥機就是吸血鬼式戰鬥機

- 首款在航母上起降的噴氣式戰鬥機（1945年12月3日達成）。[3]

- 1948年3月23日一架Mk.I型打破升限世界紀錄。

- F.Mk.III是英國首款橫跨大西洋的噴氣式戰鬥機。[2]

## 用戶

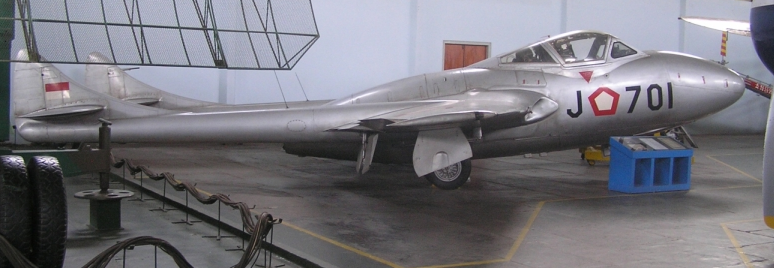
印尼空軍的吸血鬼戰鬥機

奥地利
 
 緬甸
 錫蘭
 加拿大
 智利
 刚果共和国
 
 埃及
 芬兰
 法國
 印度
 印度尼西亞
 伊拉克
 愛爾蘭
 義大利
 日本 （仅一架，用于评估，并未继续引进）
 约旦
 刚果民主共和国
 黎巴嫩
 墨西哥
 新西兰
 挪威
 葡萄牙
 羅德西亞
 南非
 瑞典
 瑞士
 叙利亚
 英国
 委內瑞拉
 辛巴威

## 圖片

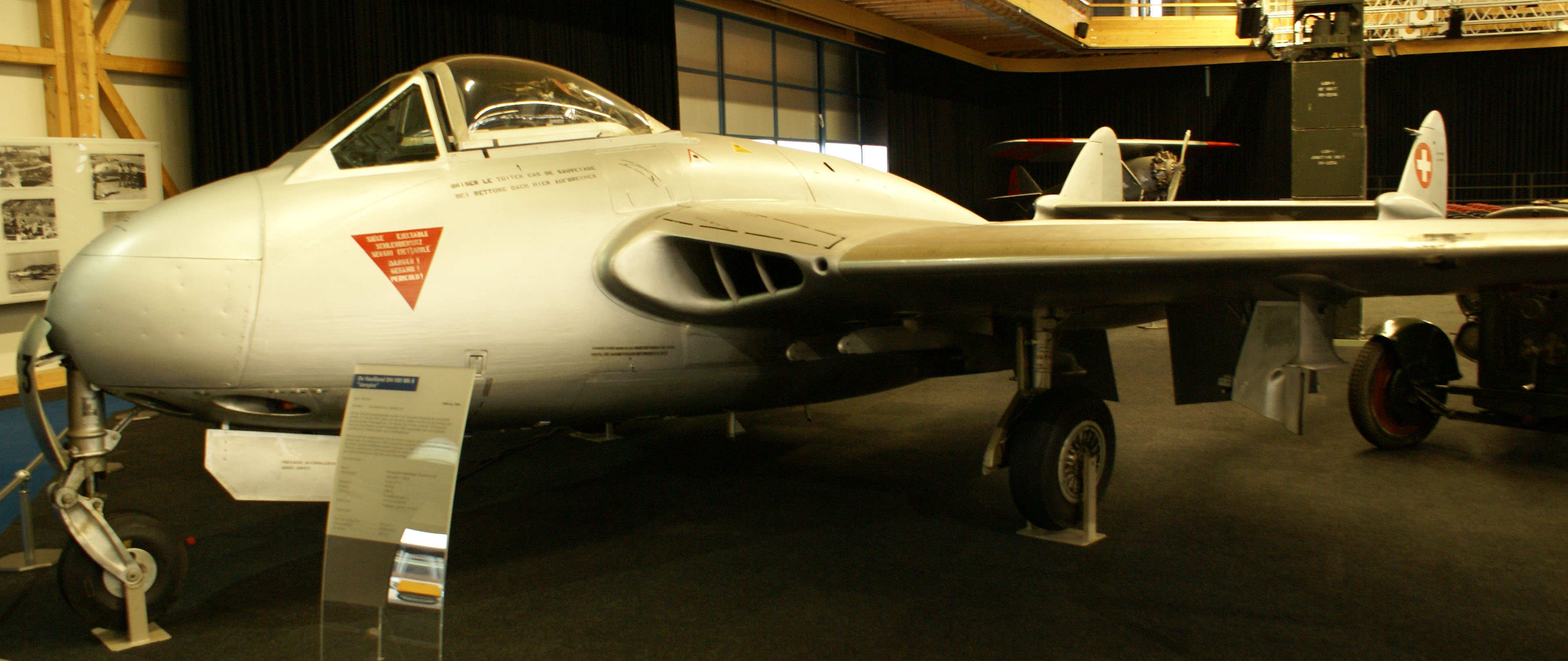
瑞士空軍展出的DH-100吸血鬼
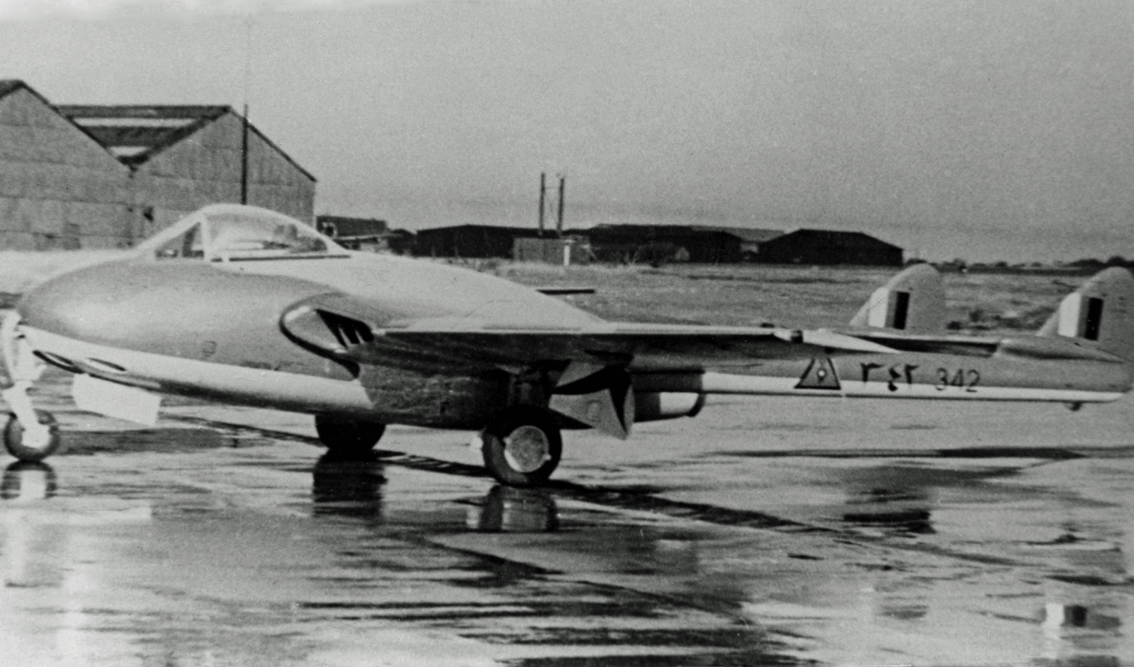
即將交付伊拉克的吸血鬼戰鬥機
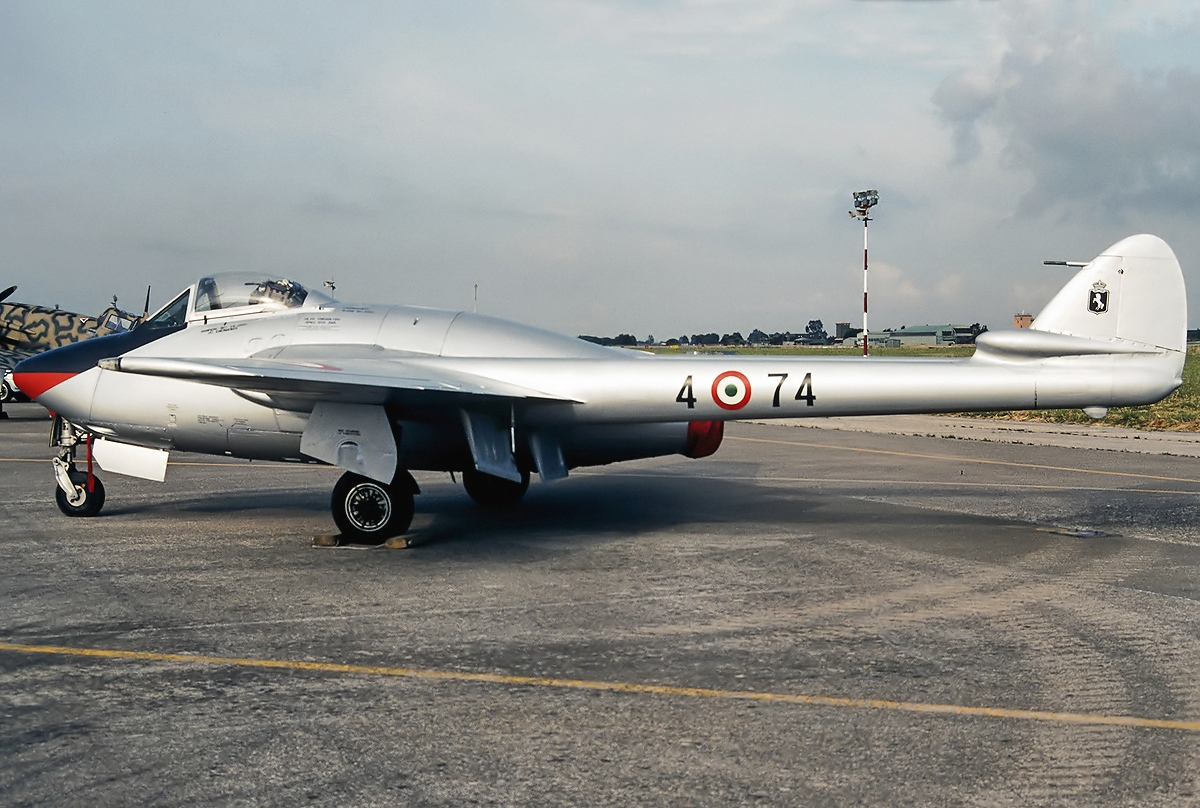
意大利空軍的吸血鬼戰鬥機
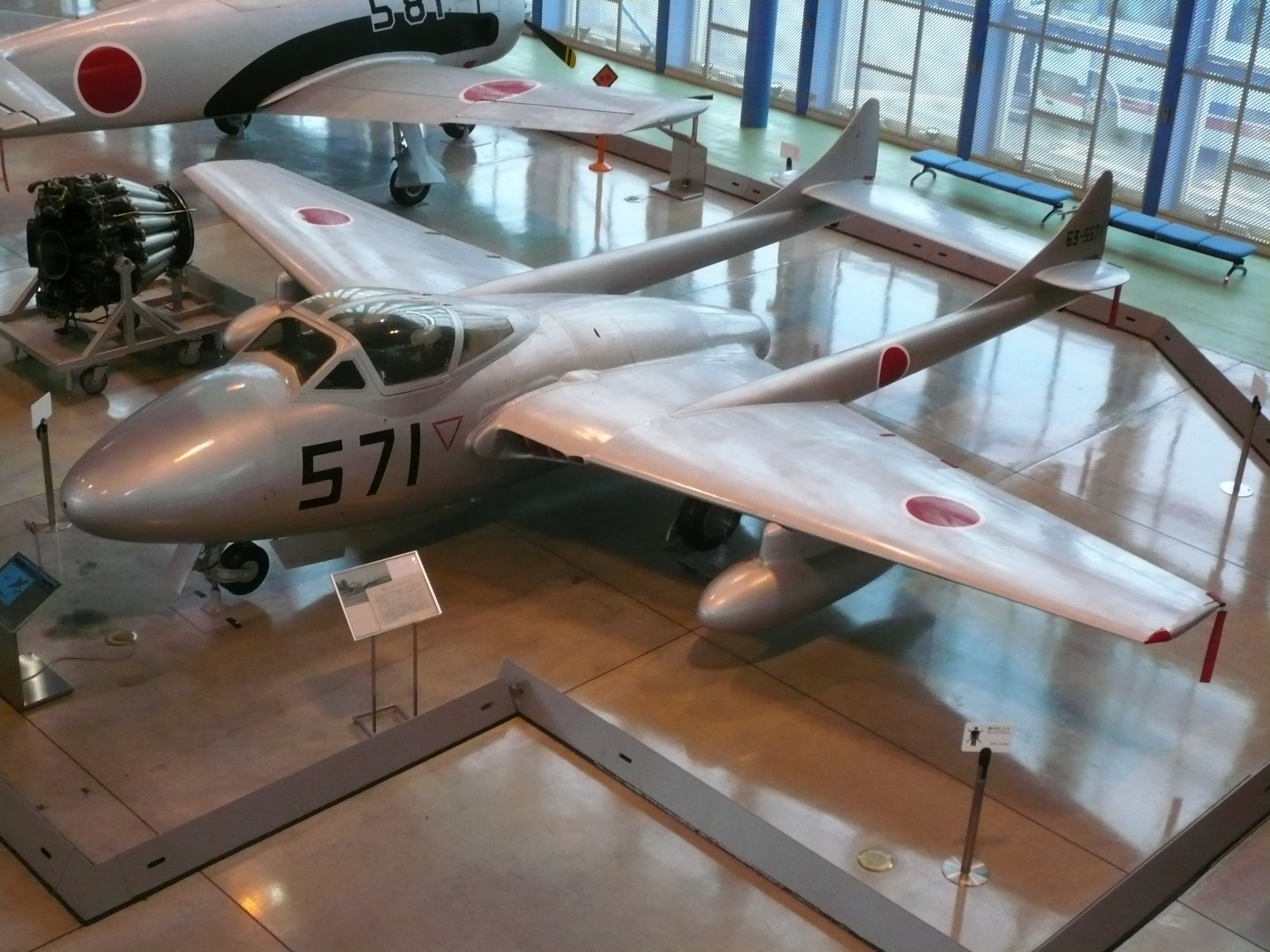
濱松空軍基地展覽中心展出的日本自卫队吸血鬼戰鬥機

## 腳註/來源
1. ↑  Gunston 1981，第52頁.
2. 1 2 3 4 5 6  .   [2013-12-31]. （原始内容存档于2014-01-01）.
3. 1 2 3 4 5  John C. Fredriksen. . : 89頁. ISBN 9781576073643 （英语）.
4. 1 2 3 4 5 6 7 8 9 10 11 12 13 14 15 16 17  Mike Spick. . : 112頁. ISBN 9780760313435 （英语）.
5. 1 2 3  Harold Skaarup. . : 145頁. ISBN 9781475901450 （英语）.
6. ↑  Harold A. Skaarup. . : 152–153頁. ISBN 9781440167591 （英语）.
7. ↑  Birtles, Philip, , London: Ian Allen: 37頁, 1986, ISBN 0-7110-1566-X.
8. ↑  Birtles, Philip, , London: Ian Allen: 59頁, 1986, ISBN 0-7110-1566-X.